# Arthur Jarvinen
Arthur Justin „Art“ Jarvinen  (* 27. Januar 1956 in Ilwaco (Washington); † 2. Oktober 2010) war ein amerikanischer Perkussionist, Bassist und Komponist.

## Leben und Wirken
Jarvinen, der in Ohio aufgewachsen ist und als Musiker zunächst Autodidakt war, studierte Perkussion  an der Ohio University bei Guy Remonko (Bachelor 1978). Dann besuchte er das California Institute of the Arts. Dort studierte er sowohl Schlagzeug bei John Bergamo, Karen Ervin Pershing und Ruth Underwood, als auch Komposition bei Morton Subotnick, Stephen Mosko und Earle Brown. Nach seinem Masterabschluss 1981 begann er als Kopist für Frank Zappa zu arbeiten und am California Institute of the Arts zu lehren. 
Neben Amy Knoles war Jarvinen eines der Gründungsmitglieder des Ensembles California EAR Unit, mit dem er neben Werken von Morton Feldman, Louis Andriessen oder Stephen Mosko auch eigene Kompositionen auf dem gleichnamigen Debütalbum (1989 bei New Albion Records) und auf Edible Black Ink (1996) einspielte. Als Interpret ist er mit Robert Fernandez und M.B. Gordy (als Antenna Repairmen) auf dem Album Ghatam (1997, M.A. Recordings) mit der Aufführung eines Werks für handgefertigte Keramikinstrumente zu hören. Mit Some Over History veröffentlichte er das Album Erase the Fake. Er verfasste 840 Variationen über Saties Vexations für Klavier solo, die Bryan Pezzone in einer Kurzversion unter dem Titel Serious Immobilities bei Los Angeles River Records veröffentlichte.
Jarvinen  schrieb mehr als 80 Kompositionen. Im Bereich des Musiktheaters hat er eine eigene Werkgattung entwickelt, die er „physische Poesie“ nannte. Dabei handelt es sich um nicht-narrative audio-visuelle Kompositionen für die Bühne, die Klang, Text, Bewegung, Beleuchtung und Requisiten beinhalten. Diese Werke hat er als Solist und mit der California E.A.R. Unit, den Antenna Repairmen und der experimentellen Theatergruppe Le Mômo aufgeführt. 
Jarvinen veröffentlichte überdies das Buch Experimental Etudes (Sylmar: Leisure Planet Music, 1996).

## Diskographische Hinweise
- Some Over History: Erase the Fake, 1998
- Arthur Jarvinen & Miroslav Tadić: Endless Bummer (Lakefire Records 2003)
- Mark Nauseef: All in All in All mit Pat Thomas, Sylvie Courvoisier, Walter Quintus, Miroslav Tadić, Bill Laswell, Tony Oxley; 2018 (rec. 2001)